# Tyrannochthonius riberai
Tyrannochthonius riberai är en spindeldjursart som beskrevs av Volker Mahnert 1984. Tyrannochthonius riberai ingår i släktet Tyrannochthonius och familjen käkklokrypare. Inga underarter finns listade i Catalogue of Life.